# Vytautas-Magnus-Militärmuseum

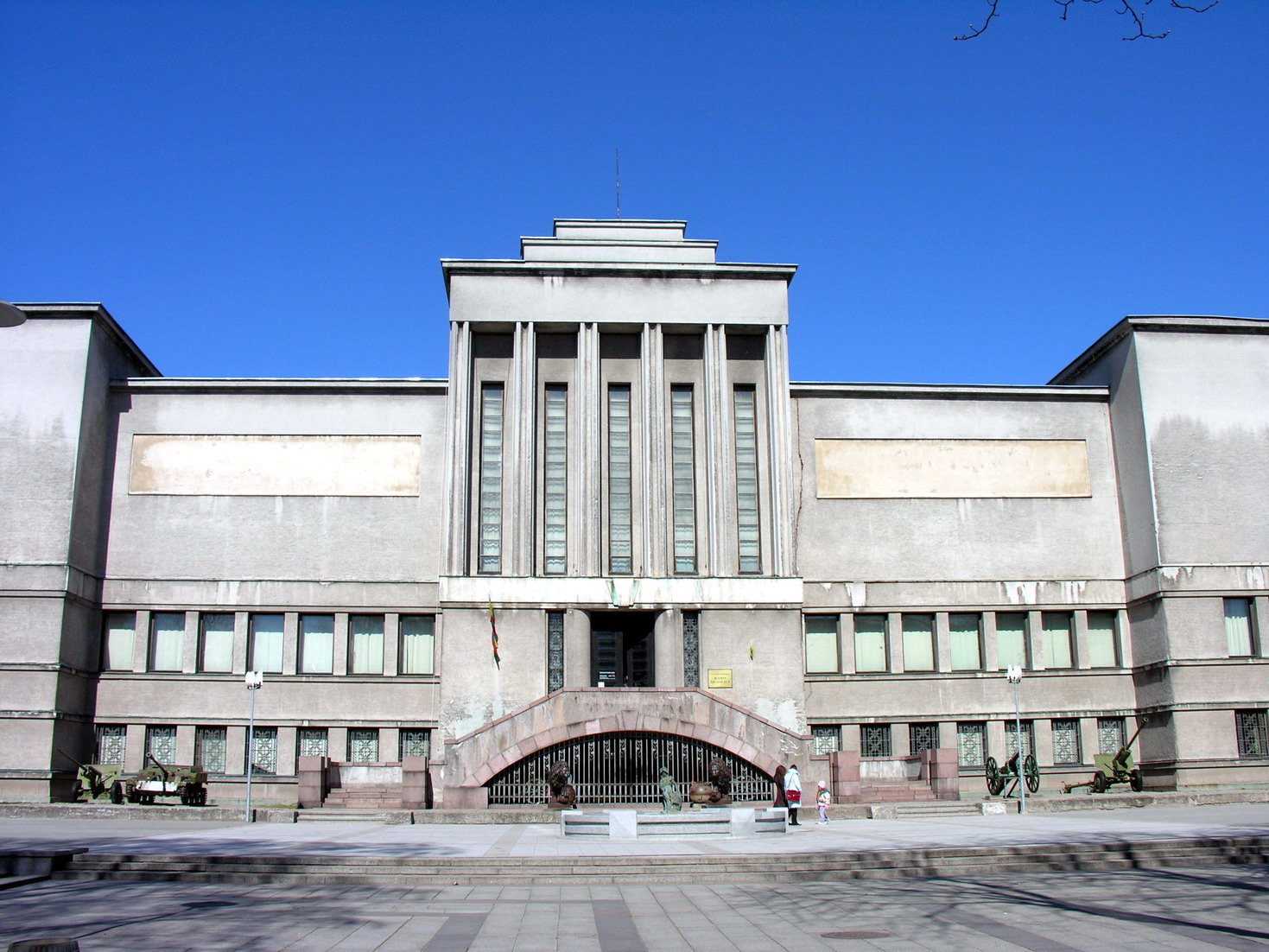
Museum

Das Vytautas-Magnus-Militärmuseum (lit. Vytauto Didžiojo karo muziejus) ist eines der ältesten Museen in Kaunas und Litauen, gegründet 1919. Es untersteht seit 2006 dem Verteidigungsministerium Litauens.

## Beschreibung
Das Museum liegt am Vienybės-Platz und beherbergt eine Ausstellung zur litauischen Militärgeschichte. 
Zeitliche Schwerpunkte sind die Zeit vor den Teilungen Polens sowie die Zeit von der Endphase des Ersten Weltkriegs bis hin zur sowjetischen Besetzung Litauens im Jahr 1940 und dem bis 1953 andauernden Widerstand durch litauische Partisanen (Waldbrüder genannten). Die Zusammenarbeit litauischer Militärs mit der deutschen Wehrmacht wird marginal erwähnt. 
Die sowjetische Eroberung Litauens im Sommer und Herbst 1944 wird komplett ausgeklammert. 
Als Höhepunkt der Ausstellung gilt das Wrack des Flugzeugs, mit dem die Piloten Darius und Girėnas 1933 versuchten, nonstop 7.186 Kilometer von New York nach Kaunas zu fliegen. Solche Flüge erregten damals enormes öffentliches Aufsehen. 
Der Versuch dieser Atlantiküberquerung scheiterte: Nach 6.411 km und 37 Stunden 11 Minuten in der Luft stürzte ihre Maschine aus nie geklärten Gründen im heutigen Polen ab. Sie flogen bei ungünstigem Wetter und hatten einen Kompass dabei; gleichwohl gelang ihnen die Navigation sehr gut.
Im Garten des Museums befindet sich das Carillon Kaunas in dem ganzjährig jeden Samstag und Sonntag um 16 Uhr Konzerte gehalten werden.
In der Außenstelle Historical Military Equipment Exhibition sind Militärfahrzeuge wie Panzer und einige Autos ausgestellt.

## Leitung
- 1921–1940: Brg. Gen. Vladas Nagevičius
- 1940–1941: Bronius Žekonis
- 1941–1944: Vladas Nagevičius
- 1944–1946: Petras Tarasenka
- 1946–1964: Jonas Apuokas-Maksimavičius
- 1964–1979: A. V. Kvedaras
- 1979–2006: Juozapas Jurevičius
- 2006–2011:  Dr. Gintautas Surgailis
- seit 2011: Kęstutis Kuršelis[1]